# Josep Albelda Tormo
Josep Albelda Tormo (La Pobla Llarga, 23 de setembre de 1945) és un ciclista valencià, que fou professional entre 1968 i 1972. És un dels cinc espanyols que ha guanyat la Volta a Guatemala. És el pare del futbolista David Albelda.

## Palmarès
- 1966
  - 1r a la Volta a Cantàbria
- 1970
  - 1r a la Volta a Guatemala

### Resultats a la Volta a Espanya
- 1969. 31è de la classificació general
- 1970. 21è de la classificació general
- 1971. 65è de la classificació general
- 1972. 47è de la classificació general